# Feldstonia
Feldstonia là một chi thực vật có hoa trong họ Cúc (Asteraceae).

## Loài
Chi Feldstonia gồm các loài: